# The princess's rose garden
The princess’s rose garden is een compositie van Arnold Bax. Het is gedateerd op 15 januari 1915.
De prinses is deze rozentuin zou de jonge pianiste Harriet Cohen (dan ongeveer 18 jaar oud) zijn, waarvoor hij weldra ook The maiden with the daffodil zou schrijven. Bax kenmerkte het als een nocturne. De Chandos gaf het de typering liefdelied mee. Bax gaf aan dat het stuk zo eenvoudig klinkend als mogelijk gespeeld moest worden. Niet Cohen, maar Myra Hess gaf de première van dit werkje en wel op 29 april 1915.
In 2017 zijn er drie opnamen van dit werk verkrijgbaar:
- historische opname door Iris Loveridge, uitgebracht door Lyrita
- Eric Parkin, een opname uit1988, uitgebracht door Chandos
- Ashley Wass, een opname uit 2005, uitgebracht door Naxos